# Уго Тоньяцці
Уго Тоньяцці (італ. Ugo Tognazzi; 23 березня 1922, Кремона, Королівство Італія — 27 жовтня 1990, Рим) — італійський актор театру і кіно.

## Життєпис
Народився в сім'ї інспектора страхової компанії. Вперше вийшов на театральну сцену театру Доніцетті ді Бергамо в чотири роки.
У 1936 році у віці 14-ти років почав працювати на фабриці з виробництва ковбас Negroni.
Під час Другої світової війни виступав у концертних бригадах на фронті. У 1944 році в рідному місті Кремоні працював архіваріусом.
З 1945 року виступав на естраді, в ревю, в театрі. Був актором Міланського театру Пуччіні, працював у театральній трупі Ванди Осіріс.
Кінокар'єра Уго Тоньяцці почалася в 1950 році у фільмі режисера Маріо Маттолі «Хлопчаки-курсанти». В 1954—1960 роки з великим успіхом виступає в телешоу Раймондо Віанелло на італійському ТБ з комічними номерами і скетчами. В 1950-х роках грав в незначних кінокомедіях у ролі дурнуватих, що не позбавлених хитрості хлопців.

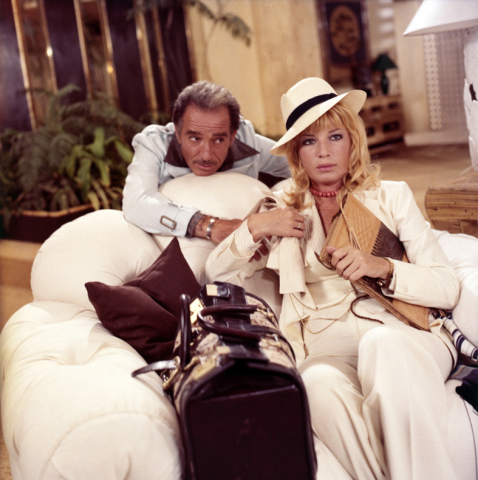
Уго Тоньяцці і Моніка Вітті, кадр з фільму «Качка під апельсиновим соусом» (1975)

У 1961 році з блиском виконав гротескну роль анархіста у фільмі «Як добре жити», створив карикатурний образ фашиста Прімо Арковаззі в фільмі «Фашистський вожак» (1961). Грав комедійні, мелодраматичні і трагікомічні ролі, в деяких з них піднімався до справжнього драматизму: безробітний актор Баггіні у фільмі «Я її добре знав» (1965, реж. Антоніо П'єтранджелі), Альфонсо в фільмі «Бджолина матка / Королева бджіл / Сучасна історія» (1963), Антоніо в картині «Жінка-мавпа» (1963), Ауреліано Діас в «Аудієнції» (1971), «Велике жрання» (1973) — усі режисера Марко Феррері, Умберто в комедії «Терзати, але тільки досита чоломкалася / Убий мене поцілунками»(1968), Тамістокле в трагікомедії «Кімната єпископа / Спальня єпископа» (1977) — обидва реж. Діно Різі, Джузеппе Трітоні в комедії «Хочемо полковників» (1973), Джуліо в «Народному романі» (1974), Лелло Маскетті в фільмах «Мої друзі» (1975, премія «Давид Донателло», 1976) і «Мої друзі II» (1983) і «Мої друзі III» (1985) — все режисера Маріо Монічеллі.
Значні роботи Уго Тоньяцці — Ренато Балді в фільмах Едуара Молінаро «Клітка для диваків» (1978) і «Клітка для диваків 2» (1980), «Клітка для диваків 3» (1985), Прімо Спагьяррі в драмі Бернардо Бертолуччі «Трагедія смішної людини» (1981, Премія на МКФ в Каннах, 1981).
В 1980-і роки працював головним чином в театрі. У 1961 році поставив фільм «Сутенер», в якому зіграв головну роль. Потім зняв ряд фільмів за своїми сценаріями, в тому числі — «Свисток в носі» (1966), «Так, синьйор» (1968), «Погані думки» (1976), «Вечірні мандрівники» (1979) та інші.
Уго Тоньяцці неодноразовий лауреат премії — «Срібна стрічка» (1964, 1966, 1968, 1982), «Давид Донателло» (1970, 1976) і ін.
Уго Тоньяцці помер восени 1990 року, раптово уві сні від інсульту.

## Фільмографія
| Рік  | Українська назва                                                          | Мовою оригіналу                                                           | Режисер                                     | Роль                                      |
| ---- | ------------------------------------------------------------------------- | ------------------------------------------------------------------------- | ------------------------------------------- | ----------------------------------------- |
| 1950 | Гасконські кадети                                                         | I cadetti di Guascogna                                                    | Маріо Маттолі                               | Уго Боссі                                 |
| 1951 | Поздоровляю і бажаю дітей — тільки хлопчиків                              | Auguri e figli maschi!                                                    | Джорджо Сімонеллі                           | Маріо                                     |
| 1951 | Страх — це дев'яносто                                                     | La paura fa 90                                                            | Джорджо Сімонеллі                           | Анастасіо Лапін                           |
| 1951 | Несамовита брюнетка                                                       | Una bruna indiavolata                                                     | Карло Брагалья                              | Карло Сольді                              |
| 1953 | Чарівний ворог                                                            | L'incantevole nemica                                                      | Клаудіо Гора                                | директор фабрики                          |
| 1953 | Ми усі міланці                                                            | Siamo tutti milanesi                                                      | Маріо Ланді                                 | Філіппо                                   |
| 1953 | Кохання в місті (епізод «Італійці обертаються»)                           | L'amore in città                                                          | Альберто Латтуада                           | —                                         |
| 1953 | Його високість сказав: ні!                                                | Sua Altezza ha detto: no!                                                 | Марио Базальо                               | Ронші                                     |
| 1953 | Кафешантан                                                                | Café chantant                                                             | Камілло Мастрочінкуе                        | грає сам себе                             |
| 1953 | Якби я виграв сто мільйонів                                               | Se vincessi cento milioni                                                 | Карло Московіні                             | Уго                                       |
| 1954 | Міланці в Неаполі                                                         | Milanesi a Napoli                                                         | Енцо ді Джанні                              | —                                         |
| 1954 | Сміятися! Сміятися! Сміятися!                                             | Ridere! Ridere! Ridere!                                                   | Едоардо Антон                               | лікар                                     |
| 1955 | Дружина однакова для усіх                                                 | La moglie è uguale per tutti                                              | Джорджо Сімонеллі                           | Уго                                       |
| 1958 | Неділя завжди неділя                                                      | Domenica è sempre domenica                                                | Камілло Мастрочінкуе                        | Уго                                       |
| 1958 | Тото на місяці                                                            | Totò nella luna                                                           | Стено                                       | Акіле Паолоні                             |
| 1958 | Моряки, жінки і біди                                                      | Marinai, donne e guai                                                     | Джорджо Сімонеллі                           | Капо Кампана                              |
| 1958 | Грізний Теодоро                                                           | Il terribile Teodoro                                                      | Роберто Монтеро                             | —                                         |
| 1959 | Привиди і злодії                                                          | Fantasmi e ladri                                                          | Джорджо Сімонеллі                           | Гаєтано                                   |
| 1959 | Не втрачатимемо голови                                                    | Non perdiamo la testa                                                     | Маріо Маттолі                               | Тоні                                      |
| 1959 | Спис на Тихому океані                                                     | La Pica sul Pacifico                                                      | Роберто Монтеро                             | Роберто Де Нобель                         |
| 1959 | Покоївки                                                                  | Le cameriere                                                              | Карло Брагалья                              |                                           |
| 1959 | Дивіться на них, але не чіпайте                                           | Guardatele ma non toccatele                                               | Маріо Маттолі                               |                                           |
| 1959 | Психоаналітик для панянок                                                 | Psicanalista per signora                                                  | Жан Буає                                    | Цезар                                     |
| 1959 | Жінка — шериф                                                             | La sceriffa                                                               | Роберто Монтеро                             | Колорадо Джо                              |
| 1959 | Ми двоє утікачів                                                          | Noi siamo due evasi                                                       | Джорджо Сімонеллі                           | Бернардо Чезаротті                        |
| 1959 | Вексель                                                                   | La cambiale                                                               | Камілло Мастрочінкуе                        | Альфредо Бальзаріні                       |
| 1959 | Молодці з пляжу                                                           | Tipi da spiaggia                                                          | Маріо Маттолі                               | Пасубіо Джовінезза                        |
| 1959 | Вакханалії Тиберія                                                        | I baccanali di Tiberio                                                    | Джорджо Сімонеллі                           | Прімо                                     |
| 1959 | Герцогиня Санта Лючія                                                     | La duchessa di Santa Lucia                                                | Роберто Монтеро                             | адвокат                                   |
| 1959 | Полікарп                                                                  | Policarpo, ufficiale di scrittura                                         | Маріо Сольдаті                              | монах                                     |
| 1960 | Батьки в синіх джинсах                                                    | Genitori in blue-jeans                                                    | Камілло Мастрочінкуе                        |                                           |
| 1960 | Що ти на це скажеш?                                                       | Tu che ne dici?                                                           | Сільвіо Амадіо                              |                                           |
| 1960 | Красень князь                                                             | Il principe fusto                                                         | Мауріціо Арена                              |                                           |
| 1960 | Мій друг Джекіль                                                          | Il mio amico Jekyll                                                       | Маріно Джироламі                            | професор Фабіус / Джіачінто Флоріа        |
| 1960 | Нам подобається холодніше                                                 | A noi piace freddo...!                                                    | Стено                                       | Уго Бевілакья                             |
| 1960 | На долар страху                                                           | Un dollaro di fifa                                                        | Джорджо Сімонеллі                           | Аламо                                     |
| 1960 | Олімпіади чоловіків                                                       | Le olimpiadi dei mariti                                                   | Джорджо Б'янкі                              | Уго Бітетті                               |
| 1960 | Розкішні жінки                                                            | Femmine di lusso                                                          | Джорджо Б'янкі                              | Уго Лемені                                |
| 1961 | Як радісно жити                                                           | Che gioia vivere                                                          | Рене Клеман                                 | анархіст                                  |
| 1961 | Бездоганні                                                                | Gli incensurati                                                           | Франческо Джакуллі                          | Фарінон                                   |
| 1961 | Суперпсихоз                                                               | Psycosissimo                                                              | Стено                                       | Уго Бетолацці                             |
| 1961 | Його Світлість припиняє жерти                                             | Sua Eccellenza si fermò a mangiare                                        | Маріо Маттолі                               | Ернесто                                   |
| 1961 | П'ять морських піхотинців на сто дівчат                                   | Cinque marines per cento ragazze                                          | Маріо Маттолі                               | сержант Імпарато                          |
| 1961 | Федеральний секретар («Фашистський вожак»)                                | Il federale                                                               | Лучано Сальче                               | Прімо Арковаззі                           |
| 1961 | Чудова трійка                                                             | I magnifici tre                                                           | Джорджо Сімонеллі                           | Домінго                                   |
| 1961 | Тисячемісячна дівчина                                                     | La ragazza di mille mesi                                                  | Стено                                       | Мауріціо д'Альтені                        |
| 1961 | Альфонс                                                                   | Il mantenuto                                                              | Уго Тоньяцці                                |                                           |
| 1961 | Бійки, лялечки і моряки                                                   | Pugni pupe e marinai                                                      | Даніеле Д'Анца                              | Капо Кампана / Тоньяцці                   |
| 1962 | Безумне бажання                                                           | La voglia matta                                                           | Лучано Сальче                               |                                           |
| 1962 | Літньою неділею                                                           | Una domenica d'estate                                                     | Джуліо Петроні                              | —                                         |
| 1962 | Вільготне життя                                                           | La cuccagna                                                               | Лучано Сальче                               |                                           |
| 1962 | Тромбони Фра Д'яволо                                                      | I tromboni di fra' Diavolo                                                | Джорджо Сімонеллі і Мігель Льюч             |                                           |
| 1962 | Моторизовані                                                              | I motorizzati                                                             | Камілло Мастрочінкуе                        | Ахілл Пестані                             |
| 1962 | Похід на Рим                                                              | La marcia su Roma                                                         | Діно Різі                                   | Умберто Гавацца                           |
| 1962 | РоГоПаГ (епізод «Вільне курча»)                                           | Ro.Go.Pa.G.                                                               | Уго Грегоретті                              | Тоґні, батько родини                      |
| 1963 | Найкоротший день                                                          | Il giorno più corto                                                       | Серджо Корбуччі                             | вівчар                                    |
| 1963 | Часи кохання                                                              | Le ore dell'amore                                                         | Лучано Сальче                               | Джанні                                    |
| 1963 | Чужа дружина завжди красивіша (епізод «Медовий місяць»)                   | La donna degli altri è sempre più bella                                   | Маріно Джироламі                            |                                           |
| 1963 | Сучасна історія: Королева бджіл                                           | Una storia moderna: l'ape regina                                          | Марко Феррері                               | Альфонсо                                  |
| 1963 | Ліола                                                                     | Liolà                                                                     | Алессандро Блазетті                         | Ліола                                     |
| 1963 | Чудовиська                                                                | I mostri                                                                  | Діно Різі                                   |                                           |
| 1963 | Незаконні шлюби                                                           | I fuorilegge del matrimonio                                               | Валентино Орсіні и Паоло і Вітторіо Тавіані | Васко Тімбалло                            |
| 1964 | Вища невірність (епізод «Сучасні люди»)                                   | Alta infedeltà                                                            | Маріо Монічеллі                             | Чезаре                                    |
| 1964 | Жінка-мавпа                                                               | La donna Scimmia                                                          | Марко Феррері                               | Антоніо                                   |
| 1964 | Гірке життя                                                               | La vita agra                                                              | Карло Ліццані                               | Лучано Б'янші                             |
| 1964 | Розкішний рогоносець                                                      | Il magnifico cornuto                                                      | Антоніо П'єтранджелі                        | Андреа Артузі                             |
| 1964 | Карусель (епізод «Професор»)                                              | Controsesso                                                               | Марко Феррері                               | професор                                  |
| 1965 | Дружина — американка                                                      | Una moglie americana                                                      | Джан Луїджі Полідоро                        | Рікардо Ванці                             |
| 1965 | Комплекси (епізод «Комплекс нубійського раба»)                            | I complessi                                                               | Франко Россі                                | професор Джільдо Беоці                    |
| 1965 | Сімейне життя по-італійському                                             | Menage all'italiana                                                       | Франко Індовіна                             | Карло Вігнола Федеріко Вельдезі           |
| 1965 | Я її добре знав                                                           | Io la conoscevo bene                                                      | Антоніо П'єтранджелі                        | Джіджі Баджіні                            |
| 1965 | Весільний марш                                                            | L'uomo dei cinque palloni                                                 | Марко Феррері                               | Френк                                     |
| 1965 | Справа честі                                                              | Una questione d'onore                                                     | Луїджі Дзампа                               | Ефізіо Мулас                              |
| 1966 | Наші чоловіки (епізод «Чоловік Аттілії»)                                  | I nostri mariti                                                           | Діно Різі                                   |                                           |
| 1966 | Свисток у носі                                                            | Marcia nuziale                                                            | Уго Тоньяцці                                | Джузеппе Інцерна                          |
| 1967 | Барбарелла                                                                | Barbarella                                                                | Роже Вадим                                  | Марк Генд                                 |
| 1967 | Батько сімейства                                                          | Il padre di famiglia                                                      | Нанні Лой                                   | Ремо                                      |
| 1967 | Аморальний                                                                | L'immorale                                                                | П'єтро Джермі                               | Серджо Мазіні                             |
| 1968 | Терзай мене, але насить поцілунками                                       | Straziami, ma di baci saziami                                             | Діно Різі                                   | Умберто                                   |
| 1968 | Слухаюся! (Так, сеньйор!)                                                 | Sissignore                                                                | Уго Тоньяцці                                | Оскар Петтіні                             |
| 1968 | Велика лялька                                                             | La bambolona                                                              | Франко Джиральді                            | Джуліо Броггіні                           |
| 1969 | У рік господній                                                           | Nell'anno del Signore                                                     | Луїджі Маньї                                | кардинал Аґостіньо Ріварола               |
| 1969 | Сатирикон                                                                 | Satyricon                                                                 | Джан Луїджі Полідоро                        | Трімальчоне                               |
| 1969 | Комісар Пепе                                                              | Il commissario Pepe                                                       | Етторе Скола                                | комісар Антоніо Пепе                      |
| 1969 | Свинарник                                                                 | Porcile                                                                   | П'єр Паоло Пазоліні                         | Хердхітце                                 |
| 1969 | Самотні серця                                                             | Cuori solitari                                                            | Франко Джиральді                            | Стефано                                   |
| 1970 | Каліффа                                                                   | La Califfa                                                                | Альберто Бевілакья                          | Добердо                                   |
| 1970 | Блиск і убогість мадам Руаяль                                             | Splendori e miserie di Madame Royale                                      | Вітторіо Капріолі                           | Алессіо / мадам Руаяль                    |
| 1970 | Приходьте випити у нас чашку кави                                         | Venga a prendere il caffè da noi                                          | Альберто Латтуада                           | Емеренціано Паронціні                     |
| 1970 | Аудієнція                                                                 | L'udienza                                                                 | Марко Феррері                               | Ауреліано Діас                            |
| 1971 | Кімната 17-17, фінансове управління, відділ податків                      | Stanza 17-17 palazzo delle tasse, ufficio imposte                         | Мікеле Лупо                                 | Уго ла Стріцца                            |
| 1971 | Суперсвідок                                                               | La supertestimone                                                         | Франко Джиральді                            | Маріно Ботеччіа на прізвисько «Мокассіно» |
| 1971 | Іменем італійського народу (у радянському прокаті «Півмільярда за алібі») | In nome del popolo italiano                                               | Діно Різі                                   | суддя Маріано Боніфаці                    |
| 1972 | Майстер і Маргарита                                                       | Il maestro e Margherita                                                   | Александр Петровіч                          | Ніколай Максудов (Майстер)                |
| 1973 | Власність більше не крадіжка                                              | La proprietà non è più un furto                                           | Еліо Петрі                                  | М'ясник                                   |
| 1973 | Велике їдло                                                               | La grande abbuffata                                                       | Марко Феррері                               | Уго                                       |
| 1973 | Хочемо полковників                                                        | Vogliamo i colonnelli                                                     | Маріо Монічеллі                             | Джузеппе Трітоні                          |
| 1974 | Народний роман                                                            | Romanzo popolare                                                          | Маріо Монічеллі                             | Джуліо                                    |
| 1974 | Не чіпайте білу жінку!                                                    | Non toccare la donna bianca                                               | Марко Феррері                               | Мітч                                      |
| 1975 | Мої друзі                                                                 | Amici miei                                                                | Маріо Монічеллі                             | Лельо Маскетті                            |
| 1975 | Качка під апельсиновим соусом                                             | L'anatra all'arancia                                                      | Лучано Сальче                               | Лівіо Стефані                             |
| 1976 | Білі телефони                                                             | Telefoni bianchi                                                          | Діно Різі                                   | Адельмо                                   |
| 1976 | Погані думки                                                              | Cattivi pensieri                                                          | Уго Тоньяцці                                | Маріо Марані                              |
| 1976 | Пані та панове, на добраніч                                               | Signore e signori, buonanotte                                             | Луїджі Коменчіні, Нанні Лой та ін.          | генерал у туалеті                         |
| 1977 | Кімната єпископа                                                          | La stanza del vescovo                                                     | Діно Різі                                   | Фемістокл Орімбеллі                       |
| 1977 | Нові чудовиська                                                           | I nuovi mostri                                                            | Маріо Монічеллі, Діно Різі і Етторе Скола   | —                                         |
| 1977 | Перше кохання                                                             | Primo amore                                                               | Діно Різі                                   | Уго Кремонезе «Дятел»                     |
| 1977 | Нене                                                                      | Nené                                                                      | Сальваторе Сампері                          |                                           |
| 1977 | Пляжний будиночок                                                         | Casotto                                                                   | Серджо Чітті                                |                                           |
| 1978 | Затор — неймовірна історія                                                | L'ingorgo                                                                 | Луїджі Коменчіні                            |                                           |
| 1978 | Клітка для диваків                                                        | Il vizietto                                                               | Едуар Молінаро                              | Ренато Балді                              |
| 1978 | Кіт                                                                       | Il gatto                                                                  | Луїджі Коменчіні                            | Амедео Пекараро                           |
| 1978 | Куди ти вирушаєш у відпустку? (епізод «Я буду вся твоя»)                  | Dove vai in vacanza?                                                      | Мауро Болоньїні                             | Енріко                                    |
| 1979 | Тераса                                                                    | La terrazza                                                               | Етторе Скола                                | Амедео                                    |
| 1979 | Затор — неймовірна історія                                                | L'ingorgo — Una storia impossibile                                        | Луїджі Коменчіні                            | професор                                  |
| 1980 | Клітка для диваків 2                                                      | Il vizietto II                                                            | Едуар Молінаро                              | Ренато Балді                              |
| 1980 | Я фотогенічний                                                            | Sono fotogenico                                                           | Діно Різі                                   |                                           |
| 1980 | Недільні коханці (епізод «Записник Армандо»)                              | I seduttori della domenica                                                | Діно Різі                                   | Армандо                                   |
| 1981 | Трагедія смішної людини                                                   | La tragedia di un uomo ridicolo                                           | Бернардо Бертолуччі                         | Прімо Спагьяррі                           |
| 1982 | Мої друзі 2                                                               | Amici miei — Atto II°                                                     | Маріо Монічеллі                             | Лелло Маскетті                            |
| 1983 | Ключ                                                                      | La chiave                                                                 | Тінто Брасс                                 |                                           |
| 1983 | Жарт долі, що підстерігає, як бандит з великої дороги                     | Scherzo del destino in agguato dietro l'angolo come un brigante da strada | Ліна Вертмюллер                             |                                           |
| 1984 | Бертольдо, Бертольдіно і Дурнева Довбешка                                 | Bertoldo, Bertoldino e Cacasenno                                          | Маріо Монічеллі                             | Бертольд                                  |
| 1984 | Даґоберт (фільм)Даґоберт                                                  | Dagobert                                                                  | Діно Різі                                   |                                           |
| 1985 | Клітка для диваків 3                                                      | Matrimonio con vizietto (Il vizietto III)                                 | Жорж Лотнер                                 | Ренато Балді                              |
| 1985 | Мої друзі 3                                                               | Amici miei — Atto III°                                                    | Нанні Лой                                   | Лелло Маскетті                            |
| 1985 | Дитина на замовлення                                                      | Fatto su misura                                                           | Франческо Лаудадіо                          | доктор Натан                              |
| 1986 | Єврейський зв'язковий                                                     | Yiddish Connection                                                        | Пол Бужена                                  | Моше                                      |
| 1988 | Дні комісара Амброзіо                                                     | I giorni del commissario Ambrosio                                         | Серджо Корбуччі                             | Джильо Амброзіо                           |
| 1988 | До побачення і спасибі                                                    | Arrivederci e grazie                                                      | Серджо Капітані                             | Карло                                     |
| 1988 | Остання хвилина                                                           | Ultimo minuto                                                             | Пупі Аваті                                  | Вальтер Ферроні                           |
| 1989 | Терпимість                                                                | Tolérance                                                                 | П'єр-Анрі Сальфарі                          | Мармант                                   |
| 1990 | Битва трьох королів                                                       | La battaglia dei tre tamburi di fuoco                                     | Сухейль Бен-Барка, Учкун Назаров            | Карло ді Пальма                           |